# Polymérase
Les polymérases sont des enzymes qui ont pour rôle la synthèse d'un brin de polynucléotides (ADN ou ARN), le plus souvent en utilisant un brin complémentaire comme matrice et des nucléotides triphosphate (NTP ou dNTP) comme monomères. Les polymérases synthétisent le nouveau brin dans le sens 5’ vers 3’, en formant une nouvelle liaison phosphodiester entre le 3'-OH du brin allongé et le 5'-phosphate du nucléotide triphosphate ajouté. Ceci s'accompagne de la libération de pyrophosphate provenant de l'hydrolyse du NTP ou dNTP. Lorsque la polymérisation utilise un brin comme matrice, la polymérisation s'effectue de manière antiparallèle et repose sur la formation de paires de bases complémentaires.
Les polymérases sont caractérisées par la nature du polymère qu'elles synthétisent et celle du polymère qu'elle utilisent comme matrice (ADN ou ARN), lorsqu'elles en utilisent un puisque certaines polymérases n'ont pas besoin de matrice. Elles sont également caractérisées par leur processivité, c'est-à-dire leur capacité à allonger leur substrat sans s'en dissocier. Enfin, on peut les classer en fonction du processus biologique dans lequel elles interviennent principalement : réplication du matériel génétique, transcription ou réparation.

## Principales polymérases
- L'ADN polymérase ADN dépendante assure le maintien de l'information génétique, en « recopiant » la molécule d'ADN matrice en une nouvelle, identique (ou presque à cause des erreurs de réplication) qui pourra être transmise à la cellule fille.
- L'ARN polymérase ADN dépendante synthétise une molécule d'ARN à partir de la molécule matrice d'ADN.
- L'ARN polymérase ARN dépendante synthétise une molécule d'ARN à partir d'une autre molécule d'ARN (utile pour les virus à ARN).
- La transcriptase inverse (ou rétrotranscriptase) est une ADN polymérase ARN dépendante : elle synthétise une molécule d'ADN à partir d'une molécule matrice d'ARN. C'est une enzyme utilisée par les rétrovirus et les rétrotransposons.
- La Poly(A) polymérase synthétise la queue poly(A) des ARN messagers. Cette polymérase diffère des précédentes car elle n'utilise pas de matrice.
- Les réplicases sont des enzymes qui assurent la réplication de certains virus à ARN directement en ARN (ARN polymérase ARN dépendante).

## Travaux de recherche
Lors de ses études à l'université de Californie à Berkeley, la chercheuse française Mounia Lagha a effectué des travaux de recherches sur le processus de « pause » de la transcription, correspondant à un arrêt temporaire de la polymérase.